# IC 10
IC 10 — галактика типу IBm (змішана іррегулярна витягнута галактика) у сузір'ї Кассіопея.
Цей об'єкт міститься в оригінальній редакції індексного каталогу.
Першим, хто припустив її позагалактичний характер, був Ніколас Мейолл.